# 下條佳明
下條 佳明（しもじょう よしあき、1954年5月10日 - ）は、長野県松本市出身の元サッカー選手、サッカー指導者。

## 来歴
1973年に長野県松本県ヶ丘高等学校卒業。大学浪人中には先輩に請われて、地元の山雅クラブ（現：松本山雅FC）でプレーした。
早稲田大学を経て、1978年から1984年まで日産自動車サッカー部（現横浜F・マリノス）に所属。主にDFとしてプレーした。
引退後は指導者として、日産のコーチに就く。横浜FMのチームディレクターを務めていた2001年、2002年シーズン途中には短期間ながら監督も務めた（詳しくは指導歴を参照）。人生の半分以上(37年。2016年3月末時点)を日産ないし横浜FMで過ごした。
2010年シーズンより、横浜FMのチーム統括本部部長に就任 し2016年3月まで務めた。同年11月19日名古屋グランパスエイトのチーム統括本部ゼネラルマネジャーに就任 し2018年1月まで務めた。
2021年12月12日、松本山雅FCのテクニカルダイレクターに就任した。

## 所属クラブ
- 1970年 - 1972年 長野県松本県ヶ丘高等学校
- 1973年 山雅クラブ[3]
- 1974年 - 1977年 早稲田大学
- 1978年 - 1984年 日産自動車

## 個人成績
| 国内大会個人成績 | 国内大会個人成績 | 国内大会個人成績 | 国内大会個人成績 | 国内大会個人成績             | 国内大会個人成績          | 国内大会個人成績 | 国内大会個人成績 | 国内大会個人成績 | 国内大会個人成績 | 国内大会個人成績 | 国内大会個人成績 |
| 年度             | クラブ           | 背番号           | リーグ           | リーグ戦                     | リーグ戦                  | リーグ杯         | リーグ杯         | オープン杯       | オープン杯       | 期間通算         | 期間通算         |
| 年度             | クラブ           | 背番号           | リーグ           | 出場                         | 得点                      | 出場             | 得点             | 出場             | 得点             | 出場             | 得点             |
| 日本             | 日本             | 日本             | 日本             | リーグ戦                     | リーグ戦                  | JSL杯            | JSL杯            | 天皇杯           | 天皇杯           | 期間通算         | 期間通算         |
| ---------------- | ---------------- | ---------------- | ---------------- | ---------------------------- | ------------------------- | ---------------- | ---------------- | ---------------- | ---------------- | ---------------- | ---------------- |
| 1978             | 日産             |                  | JSL2部           |                              |                           |                  |                  |                  |                  |                  |                  |
| 1979             | 日産             |                  | JSL1部           |                              |                           |                  |                  |                  |                  |                  |                  |
| 1980             | 日産             |                  | JSL1部           |                              |                           |                  |                  |                  |                  |                  |                  |
| 1981             | 日産             |                  | JSL2部           |                              |                           |                  |                  |                  |                  |                  |                  |
| 1982             | 日産             |                  | JSL1部           |                              |                           |                  |                  |                  |                  |                  |                  |
| 1983             | 日産             |                  | JSL1部           |                              |                           |                  |                  |                  |                  |                  |                  |
| 1984             | 日産             |                  | JSL1部           |                              |                           |                  |                  |                  |                  |                  |                  |
| 通算             | 日本             | 日本             | JSL1部           | 32                           | 0\|\|\|\|\|\|\|\|\|\|\|\| |                  |                  |                  |                  |                  |                  |
| 通算             | 日本             | 日本             | JSL2部           | \|\|\|\|\|\|\|\|\|\|\|\|\|\| |                           |                  |                  |                  |                  |                  |                  |
| 総通算           | 総通算           | 総通算           | 総通算           | \|\|\|\|\|\|\|\|\|\|\|\|\|\| |                           |                  |                  |                  |                  |                  |                  |

## 指導歴
- 日産自動車サッカー部 コーチ
- 1992年 - 1994年3月 日産FCレディース 監督
- 日本サッカー協会ナショナルトレセンコーチ
- 1995年 横浜フリューゲルス コーチ
- 1996年 - 2006年 横浜マリノス/横浜F・マリノス
  - 1996年 トップチーム ヘッドコーチ
  - 1997年 スカウティングアドバイザー
  - 1998年 - 2002年 チームディレクター
    - 2001年6月 - 同年7月 トップチーム 監督
    - 2002年10月 - 同年12月 トップチーム 監督

  - 2003年 ゼネラルマネージャー
  - 2004年 - 2008年 育成強化部CPO (チームプロモーションオフィサー)
  - 2005年 日本工学院Ｆ・マリノス 監督
  - 2004年 - 2006年 育成強化部長
- 2009年 早稲田大学ア式蹴球部 ヘッドコーチ
- 2010年 - 2016年3月 横浜F・マリノス チーム統括本部長
- 2017年 - 2018年1月 名古屋グランパスエイト チーム統括本部ゼネラルマネジャー
- 2021年12月 - 2024年 松本山雅FC
  - 2021年12月 - 2022年11月 テクニカルダイレクター
  - 2022年12月 - 2024年 スポーツダイレクター

## 監督成績
| 年度 | 所属 | クラブ          | リーグ戦 | リーグ戦 | リーグ戦 | リーグ戦 | リーグ戦 | リーグ戦 | カップ戦  | カップ戦      |
| 年度 | 所属 | クラブ          | 順位     | 試合     | 勝点     | 勝利     | 引分     | 敗戦     | Jリーグ杯 | 皇后杯/天皇杯 |
| ---- | ---- | --------------- | -------- | -------- | -------- | -------- | -------- | -------- | --------- | ------------- |
| 1992 | JLSL | 日産 レディース | 7位      | 18       | 13       | 3        | 7        | 8        | -         | 準々決勝      |
| 1993 | JLSL | 日産 レディース | 4位      | 18       | -        | 10       | -        | 8        | -         | 準々決勝      |
| 2001 | J1   | 横浜FM          | -        | 5        | 1        | 0        | 1        | 4        | -         | -             |
| 2002 | J1   | 横浜FM          | 6位      | 8        |          | 6        | 0        | 2        | -         | 4回戦         |

- 2001年は6月-7月に指揮。
- 2002年は10月より指揮（順位は最終順位）。